# Fernando Danús
Luis Fernando Danus Charpentier, abogado, diplomático chileno y actual embajador de Chile en Singapur. Ha cumplido funciones en las embajadas de Chile en el Reino Unido (1979-1981), Nueva Zelanda (1993-1994), Singapur (1994-1996, 2010- ), Malasia (1996-1998) e Indonesia (2001-2006), así como en la Misión Permanente de Chile ante Naciones Unidas (1985-1990).

## Biografía
Danús fue Abogado de la Universidad de Chile. Egresó de la Academia Diplomática en 1977 y realizó estudios de Derecho Internacional y Relaciones Internacionales en la Universidad de Oxford, Inglaterra.  Se ha especializado en Derecho del Mar, conservación de recursos vivos marinos, conservación de cetáceos, cambio climático y  culturas del Sudeste Asiático. Sobre estas materias ha publicado nueve artículos en la revista “Diplomacia” de la Academia Diplomática de Chile.
Como miembro del Servicio Exterior ha cumplido funciones en las embajadas de Chile en el Reino Unido (1979-1981), Nueva Zelandia (1993-1994), Singapur (1994-1996), Malasia (1996-1998) e Indonesia (2001-2006), así como en la Misión Permanente de Chile ante Naciones Unidas (1985-1990).
Asimismo, ha sido miembro de la delegación de Chile en seis conferencias de la Comisión Ballenera Internacional y en tres conferencias de la Convención Marco de Naciones Unidas sobre Cambio Climático.  Fue jefe de la delegación de Chile en la 6a, 7a y 8a Conferencias para la constitución de la Organización Regional de Administración Pesquera del Pacífico Sur y en otros tres encuentros informales sostenidos durante ese proceso.
En el Ministerio de Relaciones Exteriores Danús, quien habla indonesio e inglés, se ha desempeñado en la Dirección de Asuntos Jurídicos y en la Dirección de Medio Ambiente, Antártica y Asuntos Marítimos, área en la que fue director desde noviembre de 2008 hasta julio de 2010.
En julio de 2010 asumió como Embajador de Chile en Singapur.